# جاك جونز (سياسي ويلزي)
جاك جونز (بالإنجليزية: Jack Jones)‏ هو كاتب وروائي وسياسي بريطاني (وحمل سابقاً جنسية المملكة المتحدة لبريطانيا العظمى وأيرلندا)، ولد في 24 نوفمبر 1884 في المملكة المتحدة، وتوفي في 7 مايو 1970. حزبياً، نشط في الحزب الليبرالي.